# دارين كولين
دارين كولين (بالإنجليزية: Darren Cullen)‏ هو رسام بريطاني، ولد في 1973 في لندن في المملكة المتحدة.